# Аксос
Аксос (грч. Αξός) је насељено место у општини Пела у периферији Средишња Македонија, Грчка. Према попису из 2021. године било је 1.022 становника.
Аксос је изграђен 1924. године у близини Ветог Пазара, где ус смештене грчке избеглице. На попису из 1928. године Аксос је имао 894 становника. Село се раније звало Нови Палео или Нови Вети Пазар.